# San Agustín (Córdoba)
San Augustin è un comune dell'Argentina, capoluogo del dipartimento di Calamuchita nella Provincia di Córdoba (Argentina).